# 박선우 (뮤지컬 배우)
박이안(2001년 7월 17일 ~ )는 대한민국의 뮤지컬 배우다.

## 방송
- 2020 DIMF 뮤지컬 스타 (2020) - 심사위원상

## 공연
- 꼭두각시 (2017) - 선우 역
- 연애의 목적 (2018) - 선우 역
- 앤 (2023) - 다이애나 역
- 이상한 나라의 아빠 (2024) - 스윙 역